# Jacques Noetzlin
Jacques Noetzlin (* 1898; † 1972) war ein französischer Geologe, Physiker und Vulkanologe.
Jacques Noetzlin stammte aus einer Familie von Geschäftsleuten, die sowohl Schweizer auch als französische Nationalität hatten. Sein Vater war Bankdirektor. Noetzlin studierte Jura und dann Physik in Paris an der Sorbonne, unter anderem bei Jean Perrin, und befreundete sich dabei mit Frédéric Joliot. Da er wohlhabend war, nahm er weder eine akademische Stellung an, noch forschte er für das CNRS, was mit dazu beitrug, dass sein Wirken in Vergessenheit geriet.
Er stellte seinen großen Grundbesitz in Gif-sur-Yvette nach dem Krieg dem CNRS zur Verfügung (dessen Direktor damals Frédéric Joliot war). Die Familie besaß ein Schloss in Gif.
In den 1940er Jahren vermutete er gleich nach der Entdeckung der Kernspaltung, dass diese auch hinter Phänomenen des Vulkanismus stände. Seine frühen Hypothesen um natürliche Kernreaktoren wurden später durch die Entdeckung Naturreaktor Oklo  1972 bestätigt.
Nach dem Krieg befasste er sich mit Vulkanismus und begleitete seinen Freund Haroun Tazieff und Jean-Louis Cheminée auf vielen Vulkan-Exkursionen weltweit. 1955 zog er in die Schweiz.

## Schriften
- Volcanisme et chimie nucléaire, une expérience à entreprendre. Paris: Les Éditions d’Art et d’Histoire, 1942